# Каридъф
Каридъ̀ф (на английски: Carryduff; на ирландски: Ceathrú Aodha Dhuibh) е град в югоизточната част на Северна Ирландия. Разположен е в район Касълрей на графство Даун на около 10 km южно от централната част на столицата Белфаст. Населението му е 6947 жители, по данни от 2011 г.